# Meunasah Reudeup
Mns. Reudeup is een bestuurslaag in het regentschap Bireuen van de provincie Atjeh, Indonesië. Mns. Reudeup telt 890 inwoners (volkstelling 2010).